# 鹅毛玉凤花
鹅毛玉凤花（学名：Habenaria dentata），又名白鳳蘭，为兰科玉凤花属下的一个种。

## 扩展阅读
- 維基物種上的相關：鹅毛玉凤花